# 文燦
文燦，生卒不详，中國清朝官員，本籍中國漢軍正黃旗。1831年，文燦接替蔣鏞，於台灣擔任台灣府海防兼南路理番同知。品等為正五品的該官職隸屬於台灣府，主管全台灣船政治安業務及台灣南路之台灣原住民事務，相當於副知府。
| 前任： 蔣鏞 | 台灣府海防兼南路理番同知 1831年上任 | 繼任： 沈欽霖 |